# Orde Livonià
L'Orde Livonià o Orde de Livònia fou el nom de la branca de Livònia de l'Orde Teutònic, formada pels membres del desaparegut orde militar dels Germans Livonians de l'Espasa, que s'havien integrat al Teutònic; l'orde formà part de la Confederació de Livònia fins que desaparegué el 1561.

## Història
Després de ser derrotat pels samogitians el 1236 en la batalla de Saule, les restes de l'orde dels Germans Livonians de l'Espasa es van incorporar a l'Orde Teutònic el 1237, i adquirí la denominació d'Orde de Livònia o Orde Livonià. La seva cronologia es descriu en la crònica de Balthasar Russow (Chronica der Provinz Lyfflandt).

Segell de l'Orde de Livònia

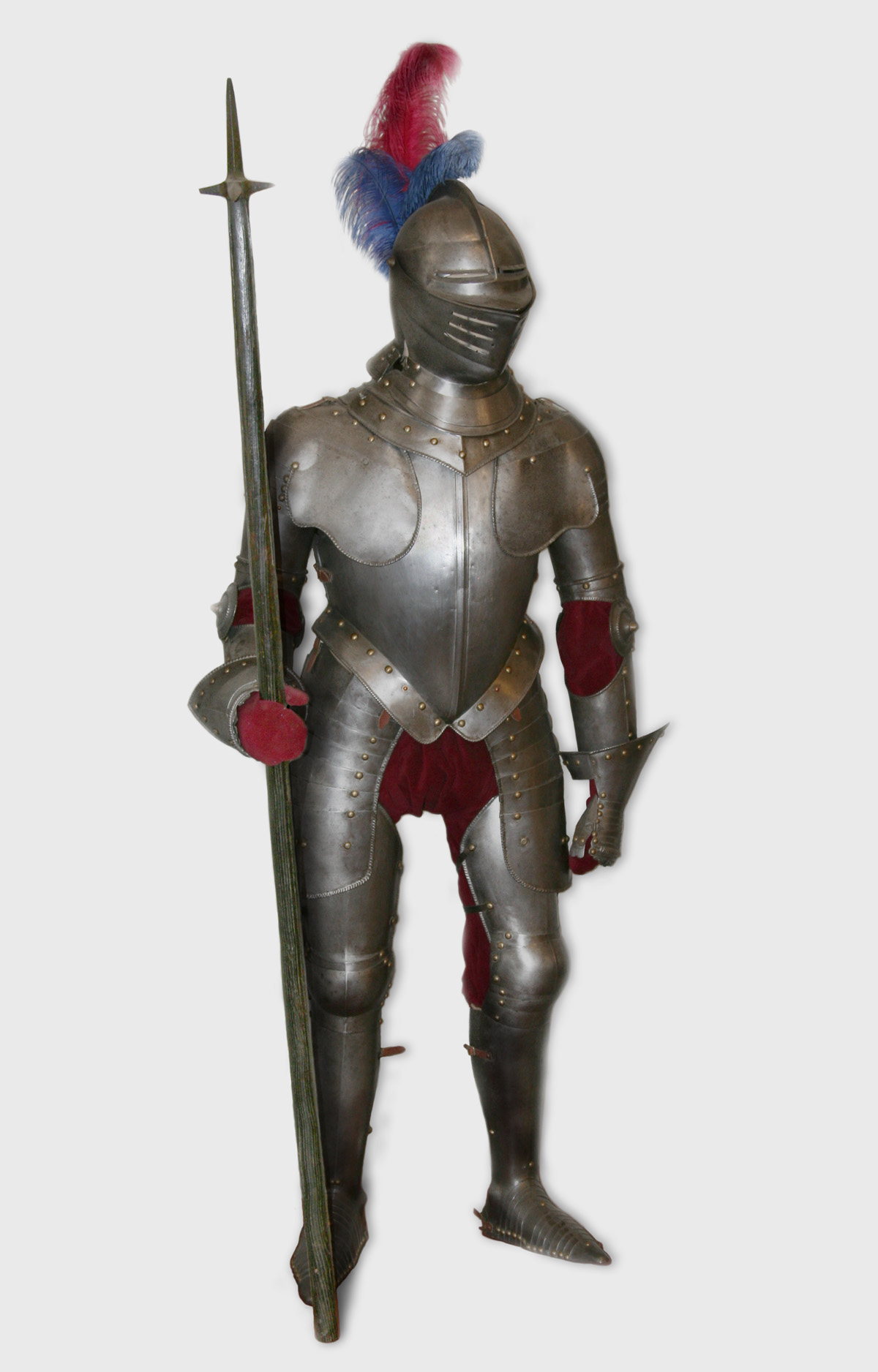
Armadura usada per un cavaller de l'Orde de Livònia

Hermann Balk, un dels cavallers, s'encarregà de reorganitzar els seus companys, uns seixanta, dintre l'Orde Teutònic, i donà a la branca una personalitat autònoma, de la qual fou el primer mestre general. Entre 1237 i 1290, els cavallers de l'Orde de Livònia conqueriren tot Curlàndia, Livònia i Zemgale, però els seus intents d'envair la República de Nóvgorod no van tenir èxit i el seu exèrcit fou derrotat en la batalla de Rakvere el 1268. El 1346, l'orde va adquirir el ducat d'Estònia al rei Valdemar IV de Dinamarca.
L'Orde Teutònic va entrar en decadència després de la seva derrota en la batalla de Grunwald del 1410 i la secularització dels seus territoris prussians per Albert de Brandenburg el 1525, però l'Orde de Livònia aconseguí mantenir una existència independent. La derrota de l'Orde de Livònia durant la batalla de Pabaiskas (1 de setembre del 1435, va costar la vida del mestre i diversos cavallers d'alt rang.
L'Orde, llavors dirigit per Wolter von Plettenberg, es va unir a les Guerres moscovito-lituanes en 1501 com a aliat d'Alexandre I Jagelló guanyant la batalla del riu Siritsa l'agost de 1501, assetjant Pskov i guanyant la batalla del llac Smolino el setembre de 1502.
El 1547, el Gran Ducat de Moscou es transformar en el Tsarat de Rússia, amb el coronament d'Ivan IV de Rússia com a tsar, que volia reunir les terres ètnicament rutenes de l'antic Rus de Kíev, va considerar el tractat de Pozvol, que posava la confederació de Livònia sota la protecció de la Unió de Polònia-Lituània com a casus bellien contravenir la treva entre Livònia i Rússia de 1554 per la què Livònia va acordar no entrar en aliança amb Polònia i Lituània. Ivan va envair Livònia en 1558, que va patir una derrota decisiva a mans de les tropes del Gran Ducat de Moscou durant la batalla d'Ergeme del 1560 i l'orde va sol·licitar la protecció de Segimon II August. El 1561, l'últim mestre de l'Orde de Livònia, Gotthard Kettler sota el Tractat de Vílnius va secularitzar i dissoldre l'Orde creant el Ducat de Curlàndia i Semigàlia a la part sud dels seus territoris com un estat vassall del Gran Ducat de Lituània que aviat s'incorporaria en la Confederació de Polònia i Lituània i es convertí al luteranisme, i Rússia i Polònia-Lituània van signar una treva d'un any. La major part de les terres restants van ser capturades pel Gran ducat de Lituània, i el nord d'Estònia va ser conquerit per Dinamarca i Suècia.